# Sternopriscus barbarae
Sternopriscus barbarae är en skalbaggsart som beskrevs av Lars Hendrich och Watts 2004. Sternopriscus barbarae ingår i släktet Sternopriscus och familjen dykare. Inga underarter finns listade i Catalogue of Life.

## Bildgalleri

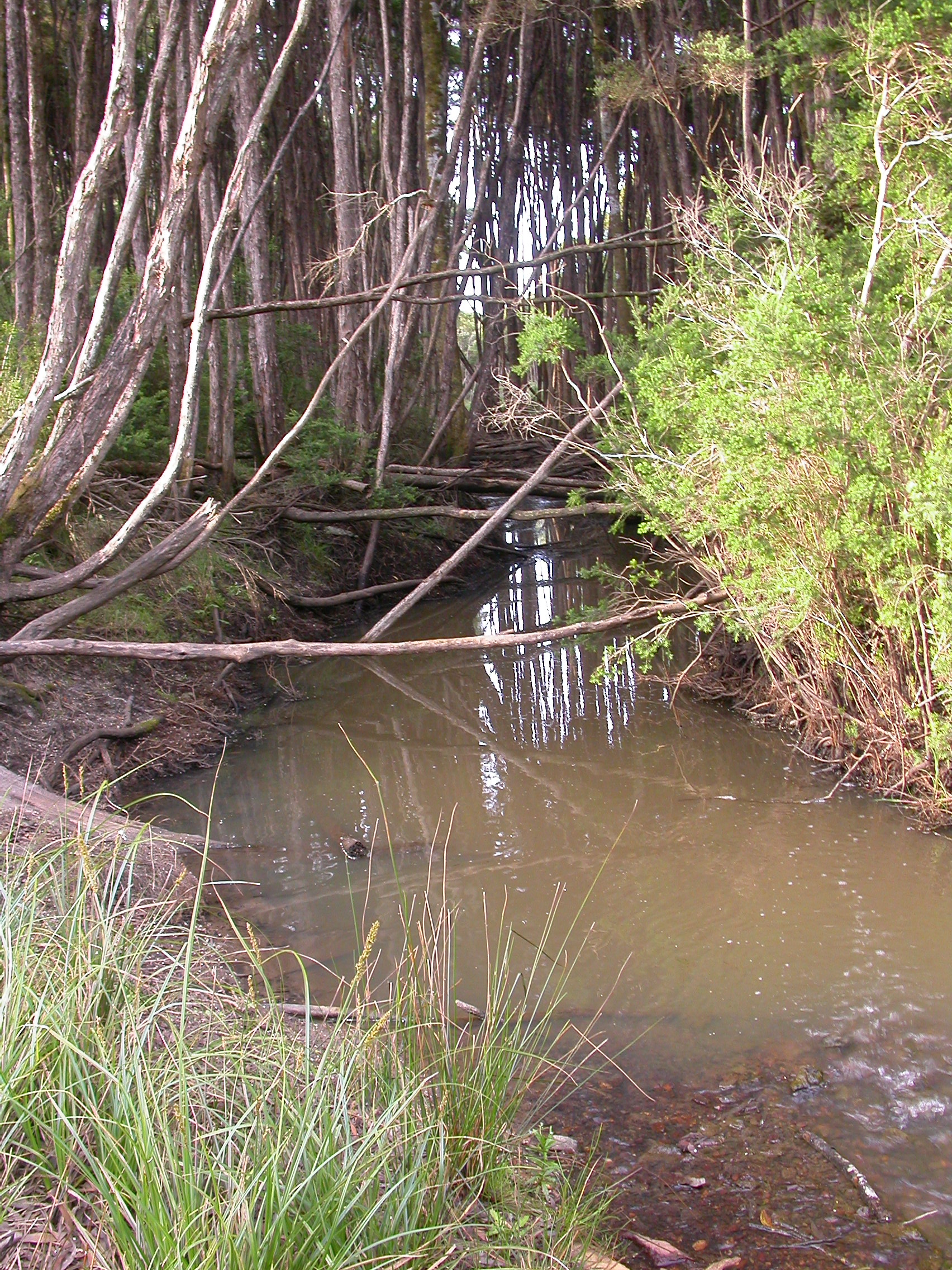
Habitat för S. barbarae och S. meadfootii vid Welcome River i nordvästra Tasmanien.